# Зграда Робне куће „Београд” на Теразијама
Зграда Робне куће „Београд” на Теразијама или зграда Савезне индустријске коморе (како јој је био званични назив), саграђена je 1958. године, по замисли загребачког архитекте Лавослава Хорвата. Она је убрзо након изградње својим „положајем, величином и обликовањем одредила смернице даљег обликовања и изградње Теразија као београдског средишта.

## Положај
Зграда се налази на адреси Теразије 15 — 23, у централном делу Београда, који административно припада Градској општини Стари Град.
Географски положај
- Северна географска ширина: 44° 48′ 49″
- Источна географска дужина: 20° 37′ 94″

## Историја
Након Другог светског рата Београд се интензивно градио, с обе стране реке Саве. Тако су се паралелно са изградњом Новог Београда, као секундарног центра, главног града Југославије, градиле и Теразије, као чвориште свих градских активности.
Иако су прве опсежне студије за измену простора на Теразија израђене још крајем 1920-их година, између два светска рата, када је и донета одлука да се првобитна стамбена намена овог простора поступно измени у корист јавне, како би новосаграђене грађевине простору Теразија дале не само нову намену већ и нови изглед. Међутим до коначног, истакнутог положаја Теразија у централном делу Београд, оне су кроз неколико деценија морале да прођу низ урбанистичко-архитектонских решења и преживе бројне студије и пројекте, од којих су неки остали ипак недовршени и као такви дочекале педесете године 20. века.
Када је почетком 1950-тих година коначно донета одлука, и расписан конкурс за идејни пројекат, којим је требало да се Теразије обимније реконструишу и дограде блоком зграда између Теразија и тадашњих улица Булевара Црвене армије, Дечанске, Стаљинградске и Коларчеве улице, на сцену је ступио загребачки архитекта Лавослав Хорват. Он је на томе простору, по освајању прве награде на конкурсу из 1954. године, започео градњу зграде Савезне индустријске коморе (СИК), која је током градње преименована у Робну кућу Београд, и са њом дао нове смернице даљег обликовања Теразија, као важног дела Београда.

## Архитектура
Зграда Робне куће „Београд”  пројектована је тако да у благом радијусу, њено јако дугачко прочеље (ширине 365 метара), са хоризонталним низовима кратних прозора и раствореним горњим делом, лежи на колонади стубова увученог приземља.
Грађевина оваквог облика и габарита, која је својим смештајем затворила тадашњу Нушићеву улицу, у каснијем периоду реконструкције Теразијског трга својом величином и обликовањем утицала је на изградњу околних зграда, које су морале да се њој прилагођавају.
Према пројекту из 1954. године зграда је у доњим деловима (приземљу, сутерену, мезанину и првом спрату) имала сталан изложбени простор, који се током градње показао као неадекватно искористив, за њену првобитну намену. Како се на почетку градње утврдило да положај такве грађевине у средишту града треба да поседује интерни садржај шире јавне намене, пре свега трговачке (како је коначно и одлучено), пројект је битно измењен.
Сигурно би најпознатија београдска трговачка фирма (Робна кућа Београд) по унутрашњем уређењу била функционалније пројектована да је Хорват од почетка пројектовања београдске Савезне индустријске коморе имао у виду другојачију намену објекта. Међутим и поред свих компликација током градње успешно је заживела намена објекта која се одлично уклопила у задати простор.
Коначни изглед зграде
Коначни изглед зграде, након измене пројектне документације, значајно је одступио од првобитног Хорватовог пројекта, јер је инвеститор одлучио да простор преименује, из пословног у трговачки центар.
Тако је током градње значајно измењена функционалност пространих унутрашњих простора, од приземља до спратова, што је нанело штету изворном изгледу објекта, јер је својом величином прелазио габарите изведене грађевине.
Такође овом изменом је и доста хваљена замисао архитекте Хорвата, која је предвиђала широк подземни пасаж, опасан низом ексклузивних трговина, и подземном пешачком комуникацијом која је повезивала зграду са супротном страном Теразија, значајно измењена.